# Adolf Löltgen
Adolf Löltgen (* 16. April 1881 in Remscheid; † 29. Mai 1968 in Dresden) war ein deutscher Kammersänger (Tenor) und Gesangslehrer.

## Leben und Wirken
Löltgen nahm nach dem Schulabschluss zunächst eine Lehre zum Modelltischler und dann eine Musikausbildung am Stern’schen Konservatorium Berlin bei Nikolaus Rothmühl auf und ging dann zu Giuseppe Borgatti nach Mailand. Als Opernsänger hatte er am Stadttheater in Barmen 1908 seinen ersten Auftritt. Von 1911 bis 1915 war er als Königlicher Hofopernsänger in Dresden. Später sang er u. a. als Wagner-Tenor in Breslau, an der Volksoper in Berlin und Mannheim, bis er sich 1930 endgültig als Kammersänger und Gesangslehrer in Dresden niederließ. Mit seiner Ehefrau Walpurga Löltgen-Stober sang er auch zur Laute und trat bei geselligen Abenden auf.
Nach der Zerstörung der Dresdner Semperoper am 13. Februar 1945 sang er im Kurhaus Bühlau.